# II Всесоюзный съезд Советов
Второй Всесоюзный Съезд Советов проходил в Москве с 26 января по 2 февраля 1924 года. 27 и 28 января заседания не проводились в связи с похоронами В. И. Ленина. В работе съезда приняли участие 2124 делегата, из них 1540 — с решающим голосом.

## Порядок дня
Доклады:
- о Конституции (Основном законе) СССР;
- об увековечивании памяти В. И. Ленина;
- о деятельности Советского Правительства;
- о бюджете Союза ССР;
- об учреждении Центрального сельскохозяйственного банка.

## Решения Съезда

### На съезде избраны
- Центральный исполнительный комитет СССР (Союзный Совет и Совет Национальностей)

### Приняты документы
- Первая Конституция СССР;
- постановления:
  - об издании Сочинений Ленина;
  - о переименовании г. Петрограда в г. Ленинград;
  - об установлении дня траура;
  - о сооружении мавзолея Ленину на Красной площади в Москве.

Основной итог Съезда: созданы основные законы Союза ССР.